# Teledapus celsicola
Teledapus celsicola là một loài bọ cánh cứng trong họ Cerambycidae.